# Burmannia kalbreyeri
Burmannia kalbreyeri là một loài thực vật có hoa trong họ Burmanniaceae. Loài này được Oliv. mô tả khoa học đầu tiên năm 1881.